# Bosberg (Flandern)
Der Bosberg ist eine 105 m O.P. hohe Erhebung in einer waldreichen Gegend auf dem Gebiet der belgischen Gemeinde Geraardsbergen in den Flämischen Ardennen. Berühmtheit hat dieser Berg erlangt durch die Flandern-Rundfahrt, wo diese – nicht übermäßig steile und lange – Steigung lange Zeit das letzte Hindernis vor dem Ziel bildete. Dementsprechend setzten gute Fahrer dort ihre entscheidende Attacke, wie etwa der Belgier Edwig van Hooydonck (zweimal Sieger der Flandern-Rundfahrt), der deswegen auch den Spitznamen „Edwig van Bosberg“ erhielt. Aufgrund der Streckenführungs-Änderungen der letzten Jahre sind nunmehr der Oude Kwaremont sowie der Paterberg die letzten beiden Steigungen vor dem Ziel.
Die Straßenoberfläche des Bosbergs besteht teilweise aus Asphalt, teilweise aus dem für Flandern typischen Kopfsteinpflaster („Kasseien“), welches bei nassem Wetter eine hohe Sturzgefahr hervorruft. Die maximale Steigung beträgt 11 %.
Koordinaten: 50° 46′ N, 3° 56′ O